# Paprika (film, 1933)
Pour les articles homonymes, voir Paprika (homonymie).
Pour plus de détails, voir Fiche technique et Distribution.
Paprika est un film français réalisé par Jean de Limur, sorti en 1933.

## Synopsis
Afin de ravir le cœur d'un jeune homme simple d'esprit, qui ne semble pas de prime abord porter intérêt à la gent féminine, une jeune femme étrangère accepte un poste de femme de chambre chez la belle-sœur de l'homme...

## Fiche technique
- Titre : Paprika
- Autre titre : Piment d'amour
- Réalisation : Jean de Limur, assisté de Germain Fried
- Scénario : B.E. Lütge, d'après la pièce de Max Reimann et Otto Schwartz
- Dialogues : Jacques Natanson
- Photographie : Rudolph Maté et Louis Née
- Son : Roger Handjian
- Musique : Franz Waxman
- Société de production : S.I.C. (Société internationale cinématographique)
- Pays d'origine :  France
- Durée : 77 minutes
- Date de sortie : France, 1er décembre 1933

## Distribution
- Irène de Zilahy : Ilia
- René Lefèvre : Paul
- Pierre Etchepare : Max
- Christiane Delyne : Juliette
- Fernand Charpin : Urbain
- Germaine Michel : Albertine
- Maryanne : Anna